# Ribeiro Frio
Ribeiro Frio egy kis tanya Madeira szigetének Santana járásában, São Roque do Faial és a Poiso-hágó között nagyjából félúton, az azonos nevű patak (Hideg-patak) völgyében, mintegy 800 méterrel a tenger szintje fölött.
A hely fő érdekessége, hogy a völgyben többé-kevésbé megmaradt az őshonos babérlombú erdő, aminek legfontosabb növényeit egy kis tanösvényen ismerhetjük meg.
Az állami erdészeti hivatal a víz útját többször, lépcsősen elgátolva pisztrángtenyészetet alakított ki. Az ivadékokat a közvetlenül az országút mellett látható betonmedencékben nevelik. A medencék körül kis botanikus kertet hoztak létre az őshonos, valamint az egzotikus, betelepített növények bemutatására.
Itt keresztezi a Hideg-patak völgyét a Levada do Furao; mellette Madeira egyik legjobban kiépített turistaútja egészen a Machico és Porto da Cruz közötti Portela-hágóig (620 m) vezet.
A „balcões” feliratú turistaút a Bar de Balcões mellett elhaladva a jelzett nevű kilátóhelyhez vezet.
A medencék közelében álló Ribeiro Frio vendéglő (avagy Victor's Bar) specialitása a kisipari módszerekkel füstölt pisztráng.